# Xiqu Centre
Xiqu Centre (кит. 戲曲中心 или Центр китайской оперы) — театрально-образовательный комплекс, расположенный в гонконгском районе Чимсачёй (округ Яучимвон). Является составной частью культурного округа Западного Коулуна (West Kowloon Cultural District), находится под управлением государственной организации West Kowloon Cultural District Authority. Архитекторами здания выступили фирмы Revery Architecture (Канада) и Ronald Lu and Partners (Гонконг). Общая площадь восьмиэтажного здания составляет 28 164 м². Официально Xiqu Centre открылся в январе 2019 года.
Xiqu Centre предназначен для проведения театральных постановок, показа фильмов и организации выставок, посвящённых кантонской опере.
В Гонконге Xiqu Centre стал объектом насмешек, так как и внешний вид его главного входа похож на женские половые органы, и произношение названия на кантонском диалекте созвучно с названием влагалища (si chue).

## География
Xiqu Centre расположен на перекрёстке улиц Остин-роуд и Кантон-роуд, на восточном краю культурного округа Западного Коулуна (West Kowloon Cultural District). С севера театр граничит с высотным жилым комплексом Grand Austin Towers, с востока — с высотным жилым комплексом The Victoria Towers и Коулунским парком, с юга — с офисно-торговым комплексом China Hong Kong City.
В непосредственной близости от Xiqu Centre расположены станции метро Остин, Коулун, Джордан и Чимсачёй, а также новый вокзал Западный Коулун (West Kowloon Station). Войти в Xiqu Centre можно через любой из четырёх углов здания.

## История
Конкурс на создание Xiqu Centre был объявлен в марте 2012 года. В декабре 2012 года победил совместный проект консорциума фирм Revery Architecture (Канада) и Ronald Lu and Partners (Гонконг). Строительство велось с сентября 2013 по декабрь 2018 года, бюджет проекта составил $347 млн. Главным подрядчиком строительства являлась компания Hip Hing Construction (Гонконг), за структурную инженерию отвечали компании BuroHappold Engineering и Atkins (Великобритания). В здании были применены ультрасовременные технологии и решения, которые позволили использовать естественную вентиляцию и освещение, что значительно сократило потребление электроэнергии. Внешнее покрытие и форма криволинейного фасада позволяют отталкивать тепло и экономить на кондиционировании воздуха.

## Архитектура и структура
Экстерьер здания смешал в себе современные и традиционные элементы, по форме Xiqu Centre напоминает китайский бумажный фонарик. Главный вход выполнен в виде приоткрытого театрального занавеса, за которым находится обширный атриум с круглым подиумом. Здесь проводятся различные выставки и показы небольших представлений, можно отдохнуть или посетить магазины. Атриум спроектирован так, что доступен для природного освещения и морского бриза. На восьми этажах здания размещаются Большой театр на 1 073 места (занимает верхний этаж), изящный театр Чайного домика на 200 мест (расположен на первом этаже), восемь профессиональных репетиционных студий (расположены на втором этаже), зал для семинаров и кинопоказов на 108 мест, офисы, рестораны, кафе и сувенирные магазины. Звукоизоляция полностью блокирует шумы с вокзала Западного Коулуна и станции метро Остин, а также с оживлённых Остин-роуд и Кантон-роуд, расположенных рядом с театром. Все помещения Xiqu Centre доступны для людей в инвалидном кресле и людей с другими ограниченными физическими возможностями.

## Галерея

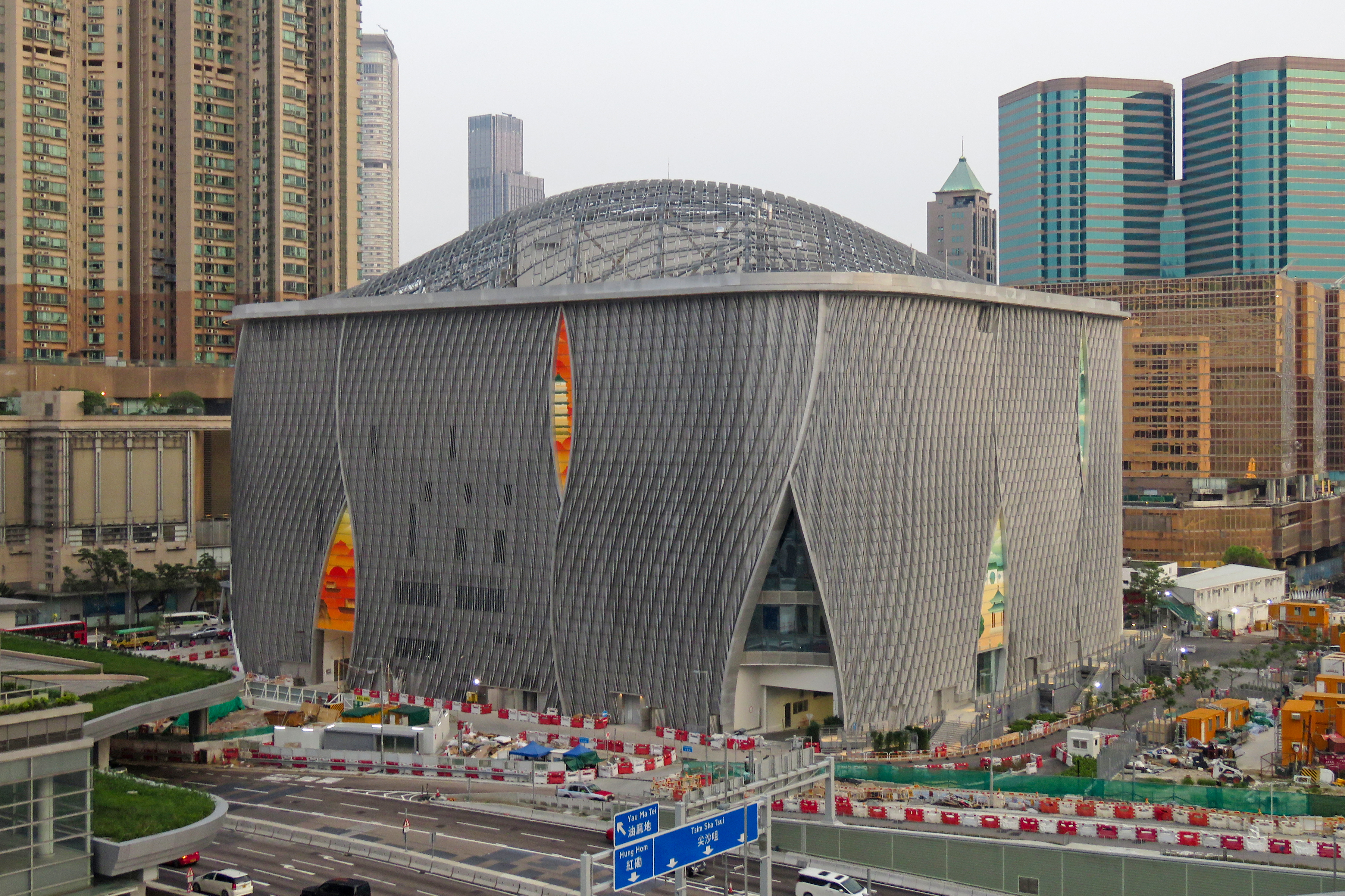
северная сторона
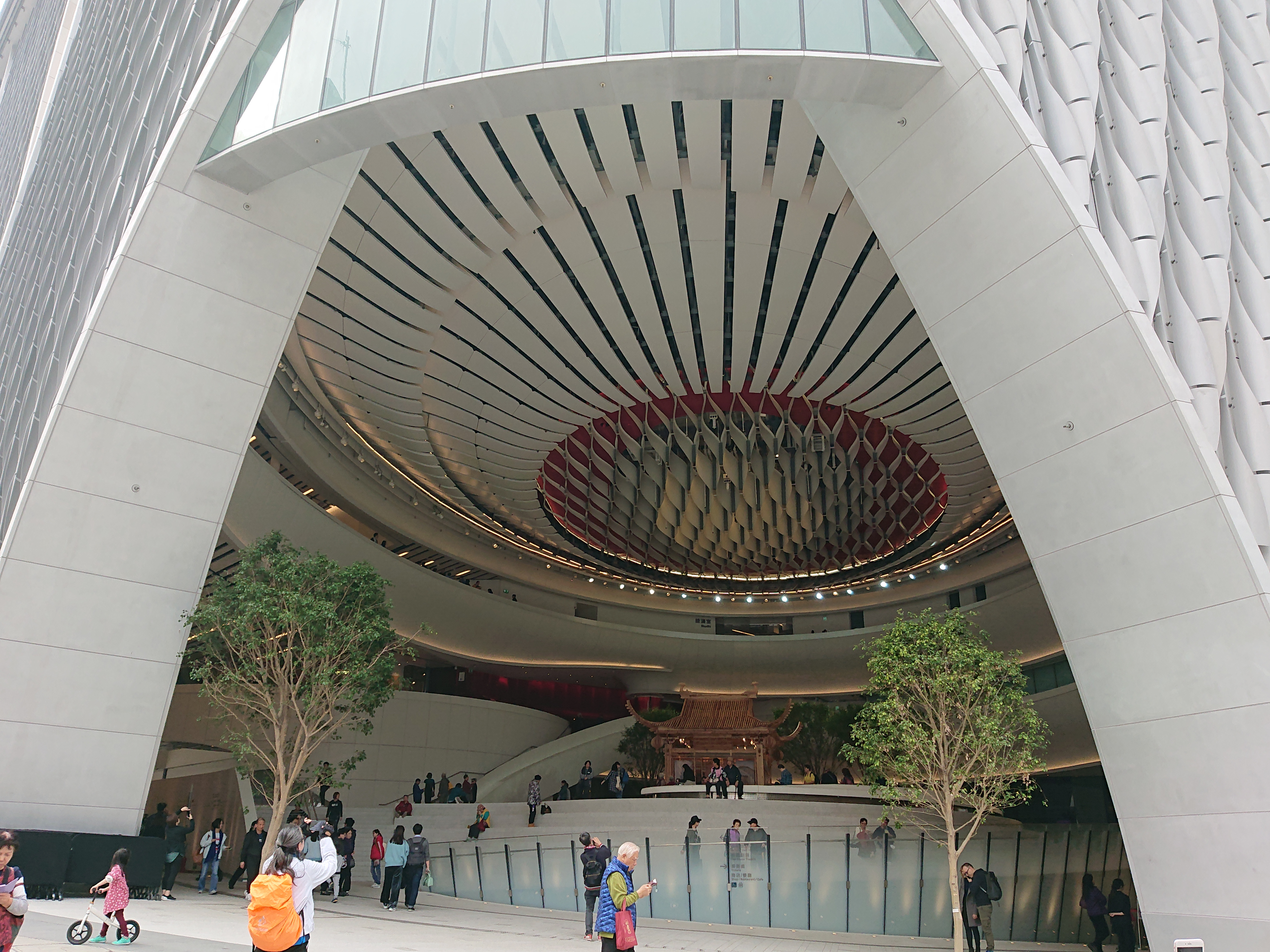
главный вход
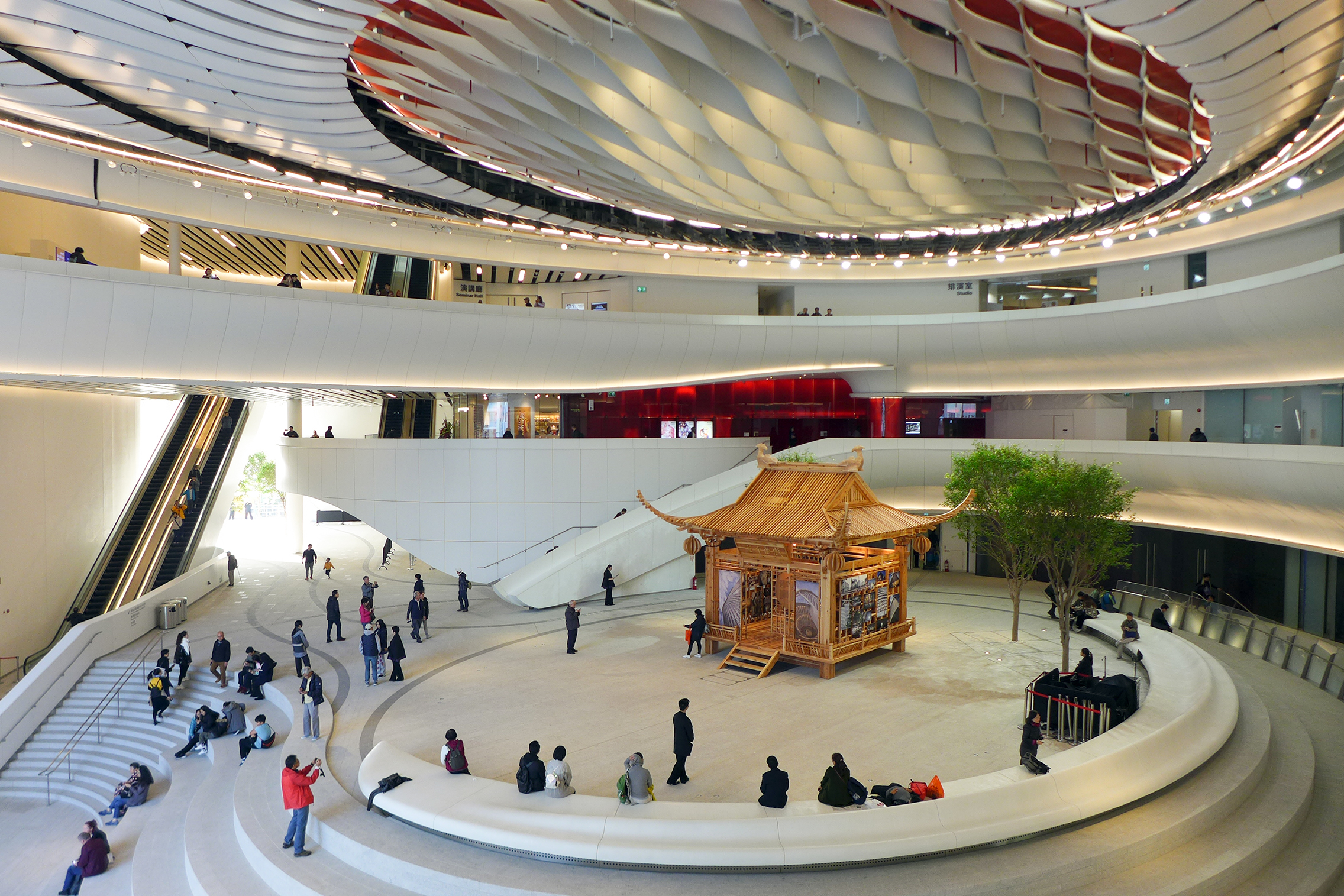
атриум
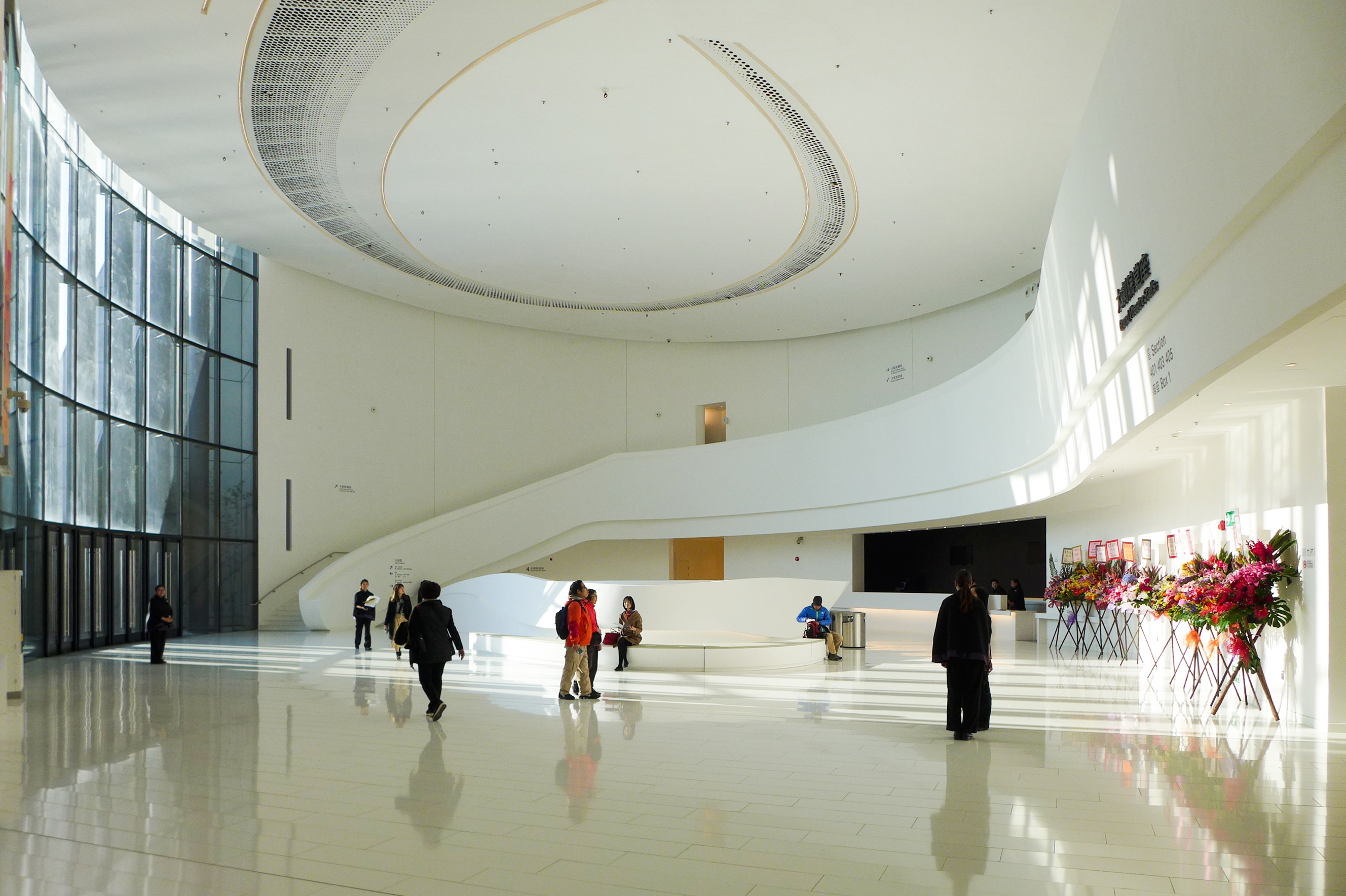
вестибюль Большого театра
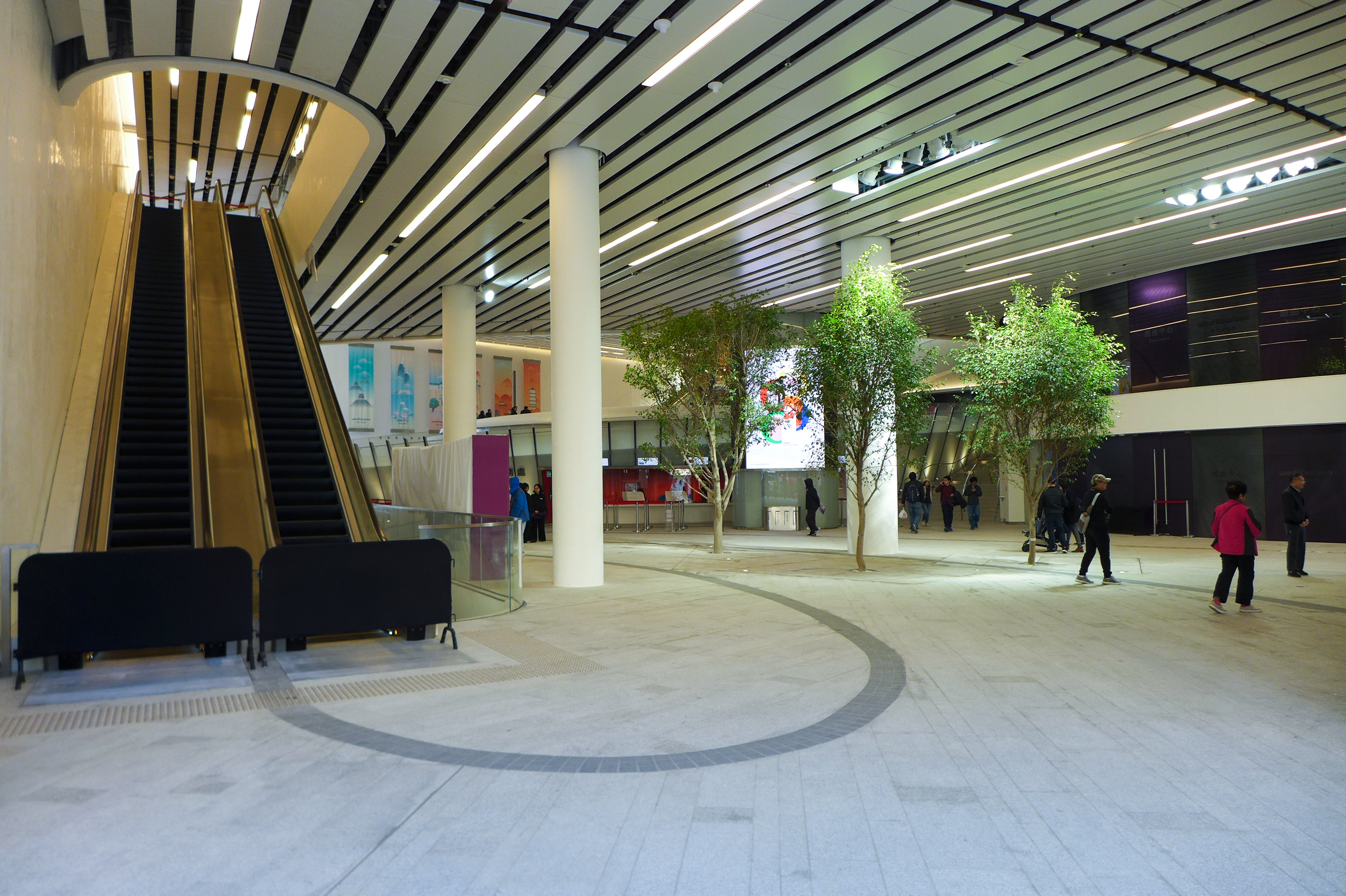
вестибюль первого этажа
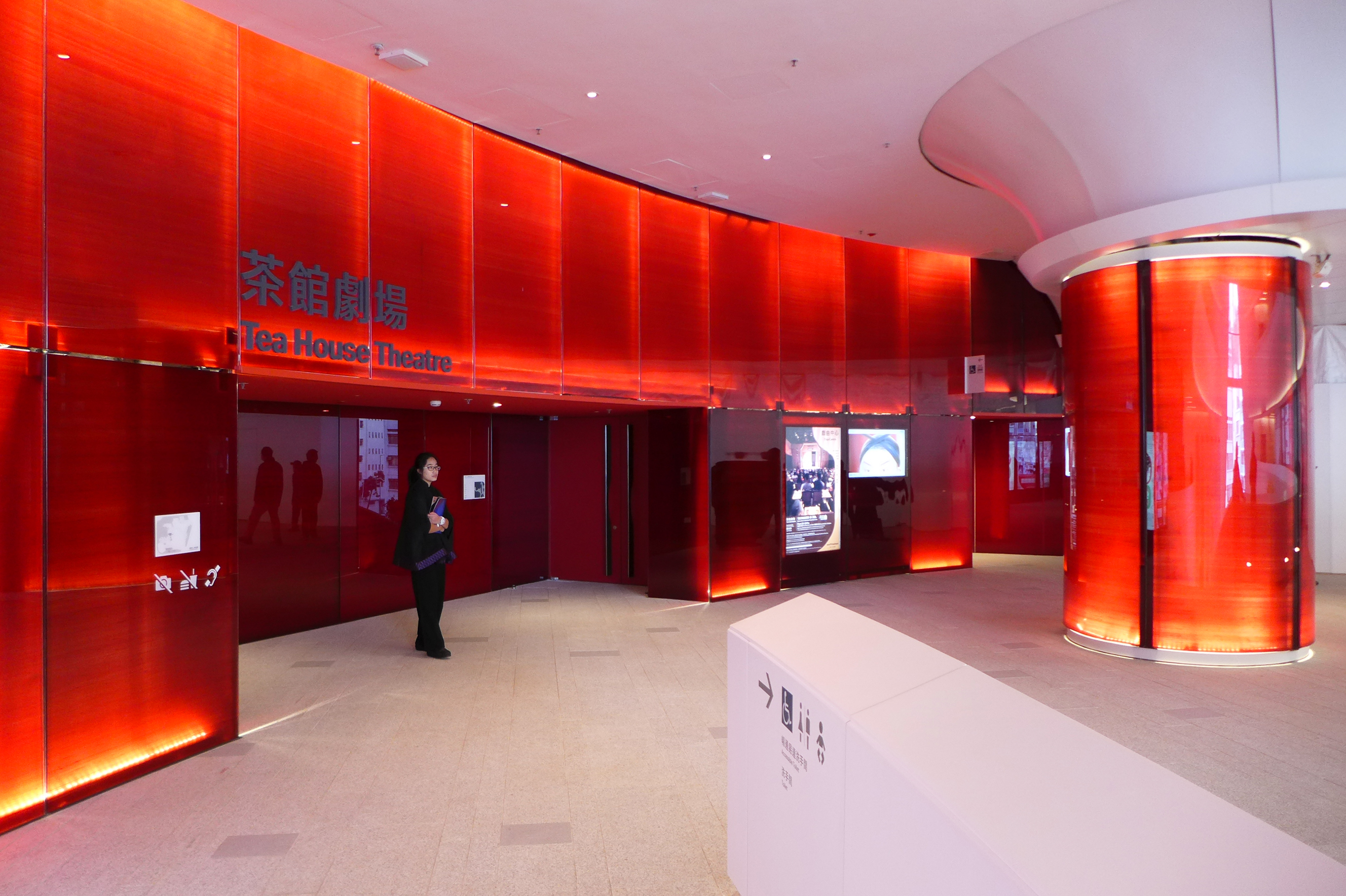
вход в театр Чайного домика